# Фелиппо, Самара
Сама́ра Фели́ппо Санта́на-Барбо́за (порт. Samara Felippo Santana-Barbosa; 6 октября 1978, Рио-де-Жанейро, Бразилия) — бразильская актриса.

## Биография
Самара Фелиппо Сантана родилась 6 октября 1978 года в Рио-де-Жанейро (Бразилия) в 15:00 по местному времени в семье Гладстоуна Алисио Сантаны (умер от рака в 2001 году) и Леы Ассунтаны Фелиппо. У Самары есть старший брат — Гладстоун Фелиппо Сантана (род.1974).

## Карьера
Самара снимается в кино с 1986 года. В 2005 году снималась в сериале «Америка». В 2006—2007 годах вышел сериал «Пророк» с участием Самары.

## Личная жизнь
С 2008 года Самара была замужем за бразильским баскетболистом Леандро Барбозой (род. 1982), с которым не жила вместе с декабря 2010 года по июнь 2011 года. У супругов есть дочери — Алисия Барбоза (род. 25.06.2009) и Лара (род. 25.5.2013). В сентябре 2013 года пара объявила о расставании.

## Избранная фильмография
| Год  |   | Русское название | Оригинальное название | Роль          |
| ---- | - | ---------------- | --------------------- | ------------- |
| 2001 | с | Клон             | O Clone               | подруга Диогу |